# Relations entre la France et la Syrie
Les relations entre la France et la Syrie désignent les relations diplomatiques entre la République française et la Syrie. 
Lors de la guerre civile syrienne, la France rompt ses relations diplomatiques avec la Syrie. En mars 2012, elle ferme son ambassade à Damas, ainsi que ses consulats à Alep et Lattaquié, en raison des massacres commis par le régime de Bachar el-Assad.
La Syrie dispose quant à elle d'une ambassade à Paris et de consulats à Marseille et Pointe-à-Pitre.

## Histoire des relations franco-syriennes
Le temps des croisades (1095-1291) et des États latins d'Orient (1098-1291) relève d'un passé lointain, oublié.
Les échelles du Levant et la Compagnie du Levant (1670-1693) sont des histoires plus récentes.
L'expression paysage libanais vient de l'intitiative de Fakhreddine II (1572–13 avril 1635), émir du Mont-Liban, exilé un temps (1613-1618) en Italie, auprès des Médicis, de faire venir au Mont Liban des peintres et architectes italiens et européens. La peinture orientaliste du XIXe siècle trouve dans cette peinture libanaise une de ses origines. Les palais Fakhreddine II et palais de Beiteddine (1788-1818) sont des réalisations dérivées, de même que le château de Moussa à Deir-el-Qamar.

### XIXesiècle: un lieu tout désigné pour les arabophiles et les orientalistes
Après la campagne d'Égypte, expédition militaire entreprise par Napoléon Bonaparte (1798-1801)1800, le voyage en Orient redevient un objectif, dont le pèlerinage de Jérusalem, dont témoigne le  Itinéraire de Paris à Jérusalem (1811, François-René de Chateaubriand).
Il est rempli au moins pour le Liban par Alphonse de Lamartine (Voyage en Orient (1835)).
Une présence française en Égypte et en Syrie existe en raison de la nahda et des grands travaux de Méhémet Ali, vice-roi d’ Égypte de 1805 à 1848, et de ses successeurs, dont le barrage du Caire, achevé en 1835.
Au Canal de Suez sont associés les noms des ingénieurs français Louis Linant (1798-1883), Charles Joseph Lambert (1804-1874), Ferdinand de Lesseps (1805-1894), Eugène Mougel Bey (1808-1890), avec le soutien d’Ismaÿl Urbain (1812-1884) et Prosper Enfantin (1864-1896).
Pour le Liban, il s’agit entre autres de la route de Beyrouth à Damas (1857-1863) (par le comte de Perthuis de Laillevault) et du chemin de fer de Beyrouth à Damas (1891-1895).
Sous le règne de l'Empereur Napoléon III, la France manifeste pour la première fois un vif intérêt pour les territoires de la Syrie actuelle. En effet, influencé par les arabophiles Prosper Enfantin et Ismaÿl Urbain, l'Empereur souhaite créer une entité politique arabe, dirigée depuis Damas par l'émir Abd el-Kader, qui, vaincu en Algérie, exilé, a élu résidence en Syrie. Le massacre de Damas motive l’expédition française en Syrie (1860-1861), et diverses réorganisations ottomanes : Moutassarifat du Mont-Liban (1861-1918), Vilayet de Syrie (1865-1918), Vilayet de Beyrouth (1888-1917).

### 1920-1946: le mandat français sur la Syrie et le Liban
La Syrie est sous administration française de 1920 à 1946, sous mandat de la Société des Nations. Depuis l'indépendance en 1946, les relations restent importantes entre les deux parties mais peuvent devenir houleuses par répercussion d'évènements au Moyen-Orient.

### Seconde moitié duXXesiècle: les relations franco-syriennes à l'épreuve du nassérisme, du panarabisme et du terrorisme
La Syrie rompt ses relations diplomatiques avec la France à la suite de la crise du canal de Suez en 1956 (agression par la France, Israël et le Royaume-Uni de l’Égypte nassérienne, qui fait suite à la nationalisation du canal). Les relations sont rétablies en 1961 après l'épisode de la République arabe unie. À l'occasion de la guerre des Six Jours, la France affirme sa politique pro-arabe et adopte une position intransigeante vis-à-vis d'Israël. En 1973, à la suite de la guerre du Kippour, la France est écartée par les États-Unis et l'Union soviétique des pourparlers de paix. 
Les relations se gâtent de nouveau lors de la guerre civile au Liban. La France approuve tout d'abord l'intervention syrienne dans le cadre de la Force arabe de dissuasion en 1976. Mais rapidement, elle critique l'ingérence syrienne, notamment du fait de l'alliance de la Syrie avec la République islamique d'Iran. 
L'ambassadeur de France au Liban, Louis Delamare, est assassiné le 4 septembre 1981 et les soupçons se dirigent vers la Syrie. L'assassinat a lieu dans la capitale libanaise sous les yeux des soldats syriens, qui n'interviennent pas et laissent repartir les tueurs à moto. Ceux-ci sont assez vite identifiés comme des membres des Chevaliers rouges, une milice mise en place par Rifaat el-Assad, le très influent frère du président syrien, pour intervenir au Liban. Les notes internes de la DGSE concluent que la Syrie a commandité l'attentat dans le but de punir la France pour ses efforts diplomatiques visant à résoudre pacifiquement la guerre civile du Liban.
En 1982, le Président de la République française François Mitterrand ne condamne pas le massacre de Hama, au cours duquel les Frères musulmans sont férocement réprimés par Hafez el-Assad. En 1983, un nouvel attentat a lieu à Beyrouth, et la Syrie est de nouveau accusée. Ceci n'empêche pas François Mitterrand de se rendre en Syrie l'année suivante.

### Sous la présidence de Jacques Chirac (1995-2007)
Le 7 novembre 1999, Jacques Chirac reçoit à l’Élysée Bachar el-Assad. En 2000, il est le seul chef d’État de l'Occident à se rendre aux funérailles d'Hafez el-Assad. Il soutient néanmoins en 2004 la résolution 1559 du Conseil de sécurité des Nations unies, qui va à l'encontre des intérêts syriens au Liban. Ainsi, la tension reprend entre la France et la Syrie. En 2005, elle culmine avec l'assassinat du Premier ministre libanais Rafiq Hariri, proche ami de Jacques Chirac. La France accuse la Syrie et manœuvre pour l'isoler diplomatiquement.

### Sous la présidence de Nicolas Sarkozy (2007-2012)
Les relations reprendront un cours normal après la signature de l'accord de Doha en 2008. Ce changement entraîne une succession de contacts et de visites bilatérales initiées par le président syrien Bachar el-Assad à l'occasion du sommet de l'Union pour la Méditerranée le 13 juillet 2008 et celle du président français Nicolas Sarkozy le 3 septembre 2008.
Dans le contexte de la guerre civile syrienne, les relations sont marquées par un regain de tension, la France dénonçant les massacres commis par le régime syrien, se soldant par le rappel de l'ambassadeur français en Syrie, Éric Chevallier, par la fermeture des consulats généraux d'Alep et Lattaquié le 17 novembre 2011, et par l'expulsion de l'ambassadeur de Syrie en France, Lamia Chakkour, le 29 mai 2012.
Par la suite, la France fait partie des pays les plus déterminés à agir contre le régime de Bachar el-Assad : en novembre 2011, Alain Juppé, ministre des Affaires étrangères, avance que les jours du régime syrien « sont comptés »  et déclare que Bachar el-Assad doit être jugé par le Tribunal pénal international. La France est alors la première à reconnaître le Conseil national syrien puis la Coalition comme « seul représentant légitime du peuple syrien ». Conjointement, les autorités françaises ont été les premières, « en des termes particulièrement durs », à accuser Bachar al-Assad personnellement de crimes contre l’humanité. La France est ainsi à l’origine des sanctions européennes contre la Syrie baasiste.

### Sous la présidence de François Hollande (2012-2017)
Dans le cadre de la guerre civile syrienne, le nouveau gouvernement de François Hollande reprend à son compte la politique menée par Alain Juppé à l'égard du régime de Bachar el-Assad. François Hollande demande le départ du président syrien et la constitution d'un gouvernement de transition, ainsi qu'une intervention du Conseil de sécurité de l'ONU. Dans ce cadre, il n'exclut pas une intervention armée. Fin 2012, malgré l'embargo de l'Union européenne, la France commence à fournir des armes lourdes aux rebelles syriens (canons de 20 mm, mitrailleuses, lance-roquettes, missiles anti-chars...),.
Laurent Fabius, ministre des Affaires étrangères, est l'un des diplomates occidentaux les plus engagés contre Bachar el-Assad, dont il estime, dès 2012, la fin proche. Il condamne systématiquement le massacre de la population syrienne par le régime syrien. Fin août 2013, François Hollande attribue la responsabilité de l'utilisation d'armes chimiques dans le cadre de la guerre civile syrienne au régime de Bachar el-Assad, qu'il menace d'une intervention militaire punitive sans passer par un accord de l'ONU. Mais cette option n'est plus privilégiée après le vote négatif du Parlement britannique et la décision du président américain, Barack Obama, de finalement solliciter le Congrès sur la question. François Hollande est alors critiqué pour son côté « va-t-en-guerre », les titres de presse le présentant comme « piégé » sur la scène internationale et « seul » sur le front interne, au vu de l'opposition des Français à toute intervention militaire,. La « débâcle » de la diplomatie française est amplement commentée à l'étranger.
Lors de négociations à Genève concernant le règlement de la guerre civile syrienne en 2014, Laurent Fabius condamne l'attitude du régime de Bachar el-Assad et témoigne à nouveau de son soutien indéfectible à l'égard de la Coalition nationale syrienne. Ces postures morales et cette absence de diplomatie seront critiquées par certains spécialistes du monde arabe pour leur absence de résultats et leurs effets catastrophiques pour les Syriens. Les revers de la diplomatie française dans le dossier syrien sont confirmés par l'absence d'invitation de Laurent Fabius aux réunions concernant la Syrie organisées à Vienne en octobre 2015.
En novembre 2015, la décision de François Hollande, en riposte aux attentats du 13 novembre 2015 en France, d'intensifier les bombardements des positions de l'État islamique constitue « une rupture avec la ligne ardemment défendue » par Laurent Fabius dans le conflit syrien,,. Quand Laurent Fabius quitte le ministère des Affaires étrangères, différents médias évoquent son échec sur le dossier syrien,.

### Sous la présidence d'Emmanuel Macron (depuis 2017)
Dans le cadre de la guerre civile syrienne, Emmanuel Macron reste sur une ligne proche de celle de François Hollande : il réaffirme son soutien à l'opposition syrienne mais change cependant de rhétorique en affirmant ouvertement ne pas vouloir faire de « la destitution de Bachar el-Assad une condition préalable à des discussions. […] Daech est notre ennemi, Bachar est l'ennemi du peuple syrien »,.
En 2019, après le désengagement américain et l'alliance des Kurdes avec Damas, la France voit sa présence militaire et diplomatique en Syrie compromise. Pour la politologue Myriam Benraad, la France n'a alors plus d'alliés en Syrie.
En mai 2024, la France a lancé un procès sans précédent contre de hauts responsables syriens en lien avec la mort tragique d'un père et de son fils en 2013. Ce procès historique représentait la première fois en France que des responsables du régime de Bachar al-Assad en Syrie étaient confrontés à des poursuites judiciaires.
En mai 2025, Emmanuel Macron reçoit le président syrien Ahmed al-Charaa à l’Élysée, dans un contexte où les exactions contre les minorités et les violences confessionnelles se sont multipliées,.

## Relations économiques
La Syrie est un partenaire commercial modeste pour la France : elle occupe la 71e place dans le classement des exportations et la 57e place dans le classement des importations. Une forte baisse des exportations françaises a été le résultat du refroidissement des relations politiques bilatérales en 2005. Une reprise de la coopération financière est actuellement envisagée.

## Relations culturelles
Les deux pays entretiennent une forte coopération universitaire. La France est le premier partenaire de la Syrie dans ce secteur. 20 % des enseignants syriens d'université sont formés en France. La France est par ailleurs le deuxième pays d'accueil de pointe pour les étudiants syriens : on note la présence de plus de 3 000 étudiants en France, principalement dans les disciplines scientifiques. Dans le domaine scientifique, la France dispose également d'une relation particulière avec l'État syrien à propos de l'archéologie : de nombreuses équipes conjointes actives sont présentes en Syrie.
Par ailleurs, la Syrie bénéficie d'une solide tradition de langue française, en particulier dans les milieux chrétiens. Le français connaît une croissance significative depuis 2003, devenant la deuxième langue requise dans l'enseignement public syrien.

### Articles
- Paul Larrouturou, « Trente ans de relations complexes entre les présidents syriens et français », Le Monde,‎ 29 avril 2011 (lire en ligne).
- Christophe Ayad, « Manon-Nour Tannous : « L’interminable recommencement des relations franco-syriennes est pathologique », Le Monde,‎ 27 octobre 2017 (lire en ligne).
- Catherine Calvet et Hala Kodmani, « Manon-Nour Tannous : «La relation entre la France et la Syrie est toujours faite d’arrière-pensées », Libération,‎ 27 novembre 2017 (lire en ligne).